# Inflamabilitat

Pictograma pels envasos de substàncies inflamables

La inflamabilitat és la facilitat que té una substància per encendre's, causant un foc o combustió. Els materials que s'inflamen a temperatures fàcilment assolibles es consideren inflamables, encara que reben definicions específiques depenent de la temperatura requerida. El punt d'inflamabilitat és la característica important. Una substància volàtil pot tenir una pressió de vapor suficient per formar mescles inflamables (o fins i tot explosives) amb l'aire a temperatures tan baixes com –10 °C, llavors la ignició pot ocórrer fins i tot sense contacte directe. Alguns exemples de líquids inflamables són: gasolina, etanol i acetona.